# БелАЗ-7520
БелАЗ-7520 — крупнейший, на момент выпуска в 1975 году, самосвал в СССР. Производился на Белорусском автомобильном заводе, и являлся основным направлением, вместе с БелАЗ-75191, для увеличения производства самосвалов в СССР для горнодобывающей промышленности. Позже выпущена модификация БелАЗ-75201.
Позднее, в 1991 году, в СССР выпущен более крупный БелАЗ-75501.

## Описание
Грузоподъемность — 110 т, вес — 120 т. Мощность двигателя — 1300–1400 л. с.

## История
29 мая 1975 года собран опытный образец карьерного самосвала БелАЗ-7520 на Белорусском автомобильном заводе, созданного для горнодобывающей промышленности. Выпуск приурочен к 30-летию Победы в Великой Отечественной войне.
На БелАЗ‑7520 опробовали схему управления с двумя поворотными мостами на восьми шинах, из-за которой самосвал получился чрезмерно высоким и от идеи отказались. Позднее эту схему возродили в БелАЗ‑75501.